# United States National Academies
United States National Academies är en paraplyorganisation för USA:s akademier.
Fyra organisationer ingår:
- The National Academy of Sciences
- The National Academy of Engineering
- The Institute of Medicine
- The National Research Council